# One Shot – Végtelen ostrom
A One Shot – Végtelen ostrom (eredeti cím: One Shot) 2021-ben bemutatott brit akció-thriller James Nunn rendezésében. A főszerepet Scott Adkins, Ashley Greene és Ryan Phillippe játssza.
A film 2021. november 5-én jelent meg.

## Cselekmény
A tengerészgyalogság elit osztaga, akik egy titkos küldetésen vesznek részt, hogy elszállítsanak egy foglyot a CIA egyik titkos börtönszigetéről, csapdába esnek, amikor felkelők támadnak rájuk, miközben ugyanezt a foglyot próbálják kiszabadítani.

## Szereplők
| Szerep           | Színész         | Magyar hang            |
| ---------------- | --------------- | ---------------------- |
| Jake Harris      | Scott Adkins    | Makranczi Zalán        |
| Zoe Anderson     | Ashley Greene   | Kelemen Kata           |
| Jack Yorke       | Ryan Phillippe  | Bozsó Péter            |
| Brandon Whitaker | Emmanuel Imani  | Horváth-Töreki Gergely |
| Danny Dietler    | Dino Kelly      | Magyar Bálint          |
| Lewis Ash        | Jack Parr       | Potocsny Andor         |
| Amin Mansur      | Waleed Elgadi   | Kálloy Molnár Péter    |
| Tom Shields      | Terence Maynard | Schneider Zoltán       |
| Hakim Charef     | Jess Liaudin    | Bognár Tamás           |
| Adamat           | Andrei Maniata  | Baráth István          |
| Dhelkor          | Lee Charles     | Varga Rókus            |

## Megjelenés
A Screen Media Films 2021 augusztusában szerezte meg a film észak-amerikai forgalmazási jogát. A filmet 2021. november 5-én mutatták be a mozikban és VOD formátumban.

## Fogadtatás
A film vegyes értékeléseket kapott a kritikusoktól. A Rotten Tomatoes-on 22 kritika alapján 59%-os értékelést kapott, 5,3/10-es átlagpontszámmal.

## Fordítás
- Ez a szócikk részben vagy egészben  az   One Shot (2021 film) című angol Wikipédia-szócikk fordításán alapul.  Az eredeti cikk szerkesztőit annak laptörténete sorolja fel. Ez a jelzés csupán a megfogalmazás eredetét és a szerzői jogokat jelzi, nem szolgál a cikkben szereplő információk forrásmegjelöléseként.